# Antonio Rafael Barceló y Martínez
Antonio Rafael Barceló y Martínez ó Antonio R.Barceló (Fajardo, Puerto Rico, 15 d'abril de 1868 - San Juan, 15 de desembre de 1938) va ser un advocat i polític independentista portoriqueny. Fou el primer President del Senat de Puerto Rico el 1917.

## Biografia
Barceló va néixer en la ciutat de Fajardo, Puerto Rico, fill del mallorquí Jaume Barceló i Miralles i la porto-riquenya de Naguabo Josefa Martínez de Leon. Esdevingué orfe als tres anys, el seu pare havia mort el 1870 i la seva mare el 1871. Va anar a viure amb la seva tia, Carmela de Leon i la seva àvia Belen de Leon. De jove, Barceló tingué un interès actiu en la política.
Va estudiar en el Seminari "Concillier" de San Juan on es va llicenciar en dret. Es va unir al "Partit Autonomista", fundat per José de Diego i Román Baldorioty de Castro el 1887, i aviat es va convertir en el secretari del partit. El 1897, va ser el jutge municipal de Fajardo i els Estats Units li van permetre mantenir l'ocupació després de la seva invasió durant la Guerra Hispano-estatunidenca. El 4 de febrer de 1899, Barceló es va casar amb Maria Georgina "Josefina" Bird Aria, filla de Jorge Bird Leon.

## Carrera política

### Partit Unió de Puerto Rico
Barceló va deixar el Partit i juntament amb Luis Muñoz Rivera, Rosendo Matienzo Cintrón, Eduardo Georgetti, Juan Vías Ochoteco i José de Diego va fundar el Partit Unió que creia en la independència de Puerto Rico. Va ser dirigit per Luis Muñoz Rivera com a president i Antonio Barceló com a Secretari General. El partit va guanyar les eleccions de 1904 i Muñoz Rivera va ser seleccionat com a membre de l'Assemblea Legislativa i Barceló va ser elegit a la Cambra de Representants el 1905.
El 1910, Barceló va fundar l'Associació de Puerto Rico, amb la idea de protegir les principals indústries de l'illa, en aquell temps cafè, tabac i sucre, respecte a la importació. La legislatura de Puerto Rico la va aprovar el 1913, amb el nom d'Associació de Productea fets a Puerto Rico i va protegir el logotip de l'associació, que contenia la frase Hecho en Puerto Rico (Fet a Puerto Rico).
El 1914, Barceló, Muñoz Rivera i de Diego era membres d'un consell executiu que va intentar formar una aliança entre la Unió i Partits Republicans. El 1917, després de la mort de Luis Muñoz Rivera, Barceló esdevingué la força de les idees liberals de l'illa. Va vigilar Luis Muñoz Marin, el fill de Luis Muñoz Rivera, i va continuar la publicació de La Democracia, el diari polític fundat per Muñoz Rivera.
De 1917 a 1932, va ser elegit membre del Senat de Puerto Rico i va ser anomenat President. Barceló es va oposar el Jones-Shafroth Act, el qual va concedir la ciutadania dels Estats Units a residents de Puerto Rico, perquè el va fer pensar que podria interferir amb l'obtenció de la independència. També, les branques judicials i executives encara serien controlades pels Estats Units. El Jones-Shafroth Act va ser aprovat pels Estats Units i signat pel President Woodrow Wilson el 2 de març de 1917. El Partit de la Unió sota el lideratge de Barceló va resoldre adoptar una postura diferent i buscar una major autonomia, que ell creia que finalment conduiria a la independència. Aquest canvi va provocar de Diego, un ferm defensor de la independència, que va apartar-se del partit.

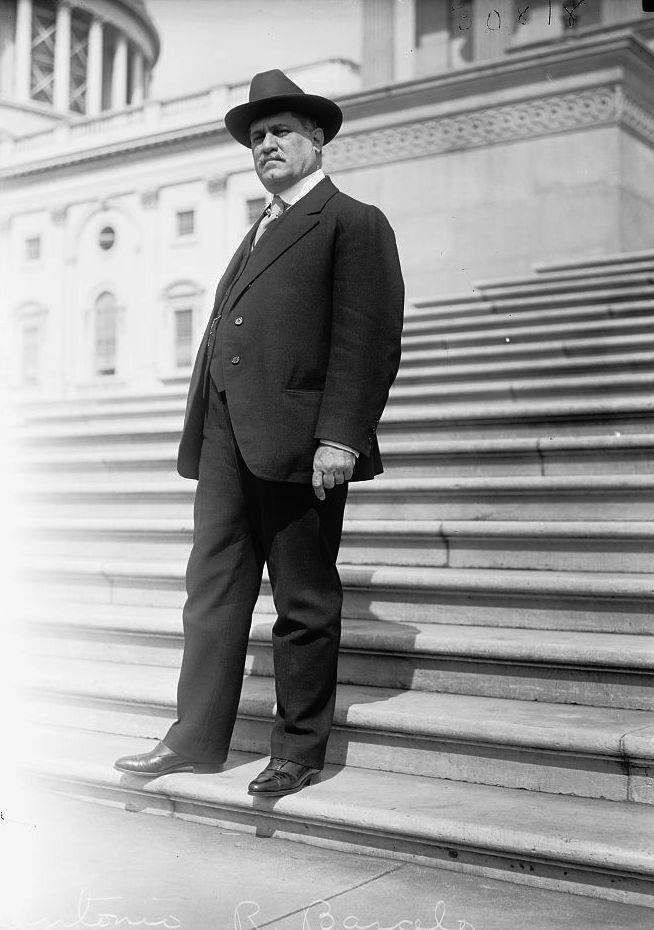
Antonio R. Barceló

En 1921, el president Warren G. Harding va nomenar Emmet Montgomery Reily, que era un ferm partidari de "americanisme", com a Governador de Puerto Rico. Durant el seu discurs d'inauguració, va insistir que la bandera dels Estats Units era l'únic indicador per l'illa i va denunciar els que creien en la independència de Puerto Rico com anti-americans i traïdors. A més, va col·locar diversos polítics del continent en posicions prominents en el govern de Puerto Rico. Reily fou un governador molt impopular, que va ser objecte d'acusacions de corrupció i d'una investigació per part de funcionaris locals de Puerto Rico. Sota pressió, Reily va renunciar com a governador el 1923. Com Reily havia convençut al públic nord-americà que els defensors de la independència eren enemics dels EUA, Barceló i el seu partit van optar per la creació de l'Estat Lliure Associat, demanant més autonomia a Puerto Rico en comptes de la independència. Va rebre el suport del representant nord-americà Phillip Campbell, que va presentar un projecte de llei al Congrés dels Estats Units a aquest respecte. També incloïa disposicions perquè els porto-riquenys triessin al seu propi governador. Però el projecte de Bill Campbell no va passar al Congrés. Això va portar a la sortida de José Coll i Cuchi del partit que va fundar el Partit Nacionalista de Puerto Rico.
Com a president del Senat, Barceló va donar suport a la legislació per donar al Governador Horacio Towner i el seu gabinet, els recursos econòmics per crear l'Escola de Medicina Tropical, l'edifici del Capitoli, la penitenciaria de l'estat i les cambres saludables per als treballadors (van arribar a ser coneguts com a "Barri Obrer"). Va tenir un paper decisiu en la construcció d'edificis per a la Universitat de Puerto Rico i el desenvolupament d'un excel·lent professorat nadiu.
El 1922, presidint el Cap de la Justícia dels Estats Units, William Howard Taft va fer la declaració següent en relació amb el cas "Balzac v.Puerto Rico: "Puerto Rico pertany als Estats Units, però no és una part dels Estats Units. Puerto Rico és un territori no incorporat i fins i tot encara que els Porto-riquenya tinguin la ciutadania americana, no tenen els mateixos drets com el ciutadà americà comú".
Tots dos Barceló i Jose Tous Soto, el president del Partit Republicà de Puerto Rico, defensor de l'estatidat, van entendre per la declaració de Taft que ni la independència ni la condició d'Estat serien considerats de moment. En 1924, van formar una "Aliança" entre els seus partits polítics per concentrar-se en la millora de la situació econòmica de Puerto Rico. El partit es deia Aliança Porto-riquenya. Tot això va portar a algunes diferències en els ideals entre Georgetti i Barceló. Georgetti creia en l'ideal original del Partit de la Unió i que la coalició "Aliança" no funcionaria per de les seves diferències ideològiques. Barceló i un grup de delegats dels partits van viatjar a Washington per buscar canvis en la Llei Jones de 1917, mitjançant la presentació dels seus punts de vista que la situació econòmica a Puerto Rico era una bona i que els porto-riquenys eren capaços d'elegir el seu propi governador. Georgetti va viatjar a Washington, DC, en representació de diverses organitzacions porto-riquenyes, entre elles l'Associació Agrícola i l'Associació de Productors de Sucre. El grup que va representar va ser conegut per la premsa com les Forces Vives. Georgetti i les "Forces Vives" van presentar al Secretari de Guerra un "Memoràndum", que presentava la situació econòmica de l'illa a la vora de la ruïna. Les seves accions van ser vistes per Barceló i la "Aliança" com un intent de Georgetti i les "Forces Vives" per desacreditar i debilitar la "Aliança". Georgetti ho va negar i va abandonar l'aliança. Barceló també va ser víctima d'un intent d'assassinat, però això no li va impedir creure i perseguir les seves idees liberals.

### Partit Liberal de Puerto Rico
Les diferències es van fer evidents entre Barceló i Tous Soto i Félix Córdova Dávila, el Comissionat Resident de Puerto Rico a Washington, pel que fa als objectius de l'aliança. Barceló va sol·licitar que Herbert Hoover, el president electe dels Estats Units, retingués Horace Towner temporalment com a governador de l'illa. Hoover, però, va consultar Córdova Dávila, en lloc de Barceló, en relació amb les seves intencions de nomenar Theodore Roosevelt, Jr. a la posició. Córdova Dávila al seu torn va notificar Tous Soto, en lloc de Barceló, la decisió de Hoover.
Barceló es va sentir ofès al no ser consultat i va convèncer els seus seguidors, al sector unionista de l'aliança, per desafiliarse a si mateixos de la "Aliança". A causa de raons legals Barceló va ser incapaç d'utilitzar el nom de "Partit Unió". En 1932, va fundar el "Partit Liberal Porto-riqueny". L'Agenda política del Partit Liberal va ser la mateixa que el de la Unió, instant a la independència com una solució política definitiva per a Puerto Rico. Entre els que es van unir a ell estaven Felisa Rincón de Gautier i Ernesto Ramos Antonini. En 1932, Barceló havia convidat a Luis Muñoz Marín, fill de Luis Muñoz Rivera, a unir-se al Partit Liberal. Durant les eleccions de 1932, el Partit Liberal s'enfronta a l'Aliança, per llavors una coalició del Partit Republicà de Puerto Rico i el Partit Socialista de Santiago Iglesias Pantín.
Barceló i Muñoz Marín van ser senadors electes de Puerto Rico. Tot i que el Partit Liberal va rebre més vots que el Partit Republicà i el Partit Socialista va fer de forma individual, que va rebre menys vots que els seus candidats com una coalició. Finalment, Muñoz Marín, que tenia diferents punts de vista quant a com Puerto Rico havia d'anar sobre l'obtenció de la seva independència, podria xocar amb Barceló. Barceló creia que la independència havia de ser un procés gradual, precedit pel govern insular autònom.
Després de la massacre de Rio Piedras el 1935, el senador Millard Tydings el 1936 va introduir un projecte de llei al Congrés per la independència de Puerto Rico. Les parts porto-riquenyes van donar suport al projecte de llei, però Muñoz Marín es va oposar, dient que tenia aspectes econòmics desfavorables. Tydings no va guanyar aprovació de la llei.
El 1936, una assemblea del Partit Liberal es va dur a terme a San Juan. Muñoz Marín va dir que no estava interessat a ser considerat per al lloc de Comissionat Resident i va recomanar Barceló. Aquest moviment deixaria la presidència del partit obert a Muñoz Marín. Barceló es va negar a ser nomenat Comissionat i de renunciar a la seva presidència. Muñoz Marín i els seus seguidors van fundar un grup dins de la part anomenat "Puerto Rico Acció Social" que creia en l'obtenció de la independència immediata de Puerto Rico.
Després que el partit liberal va ser derrotat a les eleccions 1936, els seus líders van celebrar una assemblea en tarongerars el 31 de maig de 1937. Muñoz Marín va presentar les seves idees quant a com s'havia d'executar el partit. La majoria dels membres del partit es van oposar i ho va culpar per la seva derrota, així com criticar el seu oposició del projecte per la independència. Muñoz Marín va considerar aquesta acció el mateix que haver estat expulsat del partit.
Muñoz Marín i els seus seguidors, van fundar el Partit Liberal a la ciutat d'Arecibo "Net, Autèntic i Complet" que afirmava ser el veritable Partit Liberal. El Partit Liberal, Net, Autèntic i Complet, un partit polític de la independència, més tard es va convertir en el Partit Popular Democràtic (PPD). Va promoure la condició política d'un Estat Lliure Associat, estat que Barceló, com a president del Partit Unió, havia sol·licitat el 1923. Muñoz Marín anteriorment s'havia oposat a això.

## Darrers anys
Antonio R. Barceló morí a San Juan, Puerto Rico, el 15 d'octubre de 1938 i fou enterrat al cementiri de Santa Maria Magdalena de Pazzis al barri vell de San Juan. Va ser sobreviscut per la seva muller, Josefina Ocell (1880-1940) i tres nens (el seu fill Jaime va morir el 1928), Antonio, Jr., Maria Antonia Josefina i Maria Angelica (1912-2004). La seva filla Maria Antonia Josefina, va ser elegida presidenta del Partit Liberal, esdevenint la primera dona presidint un partit polític dins Puerto Rico. El partit deixar d'existir el 1948. Irònicament, el seu net Carlos Romero Barceló, el fill de Maria Antonia Josefina, el 2 de gener de 1977, va jurar com a Governador de Puerto Rico amb un programa d'estatidat, un estat polític que Antonio R. Barceló s'hi havia oposat, mentre fou membre del Partit Nou Progresista de Puerto Rico.